# Nikki Yanofsky
Nicole "Nikki" Yanofsky (ur. 8 lutego 1994 w Hampstead w prowincji Quebec) – kanadyjska piosenkarka jazz-popowa. Piosenkarka traktuje jako wzory takich twórców, jak: Stevie Wonder, Aretha Franklin, Ella Fitzgerald, The Beatles, Simon and Garfunkel, oraz inni. Wykazuje zainteresowanie muzyką lat 60. i 70. Występuje solo na całym świecie na festiwalach jazzowym oraz ważniejszych scenach koncertowych obok takich artystów jak Wyclef Jean, Celine Dion, Marvin Hamlisch i The Count Basie Orchestra. Yanofsky śpiewała kanadyjski hymn podczas ceremonii otwarcia i zamknięcia Zimowych Igrzysk Olimpijskich 2010 w Vancouver oraz podczas otwarcia Zimowych Igrzysk Paraolimpijskich 2010 w Vancouver.

## Życiorys
Nikki Yanofsky zaczęła zawodową karierę występując w 2006 na Montreal International Jazz Festival. Była ona najmłodszym wykonawcą w historii na tym festiwalu. Jej inne kanadyjskie festiwale obejmują występy w Toronto (Luminato i Downtown), Ottawa (Jazz i Blues), Vancouver, Victoria, Quebec, Edmonton, Saskatoon, i Fredericton. Jej międzynarodowe festiwalowe występy obejmują dwie wizyty w Jazz Jamaica i Blues Festival, jak również Międzynarodowy Festiwal Jazz Ginza w Japonii, gdzie zaśpiewała dla pełnej widowni historycznego tokijskiego Kabuki-za.
Yanofsky urodziła się i wychowała w Hampstead, na przedmieściach Montrealu, gdzie teraz uczęszcza do St George's School of Montreal

## Dyskografia

### Albumy
| Rok  | Album                                                                                   | Wyróżnienie                                   |
| ---- | --------------------------------------------------------------------------------------- | --------------------------------------------- |
| 2008 | Ella...Of Thee I Swing - Wydany: September 23, 2008 - Wytwórnia: A440 - Format: CD      |                                               |
| 2010 | Nikki - Wydany: CA: April 20, 2010 US: May 4, 2010 - Wytwórnia: A440/Decca - Format: CD | Canadian Recording Industry Association: Gold |

### Single
| Rok  | Singel            | Album              |
| ---- | ----------------- | ------------------ |
| 2010 | "I Believe"       | Nikki              |
| 2010 | "I Got Rhythm"    | Nikki              |
| 2010 | "Cool My Heels"   | Nikki              |
| 2010 | "For Another Day" | Nikki              |
| 2010 | "Wavin' Flag"     | Singel dobroczynny |

## Wideografia

### DVD
| Rok  | Szczegóły                                                                       | Wyróżnienie                                     |
| ---- | ------------------------------------------------------------------------------- | ----------------------------------------------- |
| 2010 | Live in Montreal - Wydany: 1 czerwca 2010 - Wytwórnia: A440/Decca - Format: DVD | - Canadian Recording Industry Association: Gold |

## Nominacje i Nagrody

### Nominacje
| Rok  | Tytuł        | Nagroda                                  | Wynik |
| ---- | ------------ | ---------------------------------------- | ----- |
| 2010 | Félix Awards | English Album of the Year: Nikki         |       |
| 2010 | Félix Awards | Most Famous Quebec Artist Outside Quebec |       |